# シルク (タレント)
シルク（Silk、3月31日 - ）は、日本の女性タレント、お笑い芸人、ラジオパーソナリティ。
大阪府大阪市出身。身長158cm、血液型はA型。吉本興業大阪本部所属。漫才コンビ「非常階段」の一人。愛称は「よしもとの美容番長」。

## 来歴・人物
実家は和菓子問屋。三姉妹の長女。大阪外国語大学外国語学部英語科（現在の大阪大学外国語学部外国語学科英語専攻）卒業。裕福な上に高学歴というお嬢様で育った。大学生時代にはロンドンに1年過ごしていたこともある。
大学卒業後、小学校から大学さらに就職先も同じの同級生「ミヤコ」こと吉崎勢津子（よしざき せつこ）とともに1985年、漫才コンビ「非常階段」を結成。1985年に初舞台を踏んだ。NSC出身ではなく、NSCでは3期生が同期に当たるがほとんど残っていないため、吉本内に同期のタレントは事実上存在しない。吉本に入ると、家を追い出されたため、ミヤコと一緒に住んでいた。両親には1年経っても漫才で賞が取れなかったら、芸人を辞めるように言われていたが、ぎりぎりで1年以内に賞を取り、芸人を続ける事が出来た。
1996年6月19日、相方のミヤコが肺癌のため死去したのに伴い、「非常階段」は解散。芸人仲間に同情されるのが嫌で、1年ほどニューヨークで過ごした。そこで、サルサダンス、フェイストレーニングなどに出会う。帰国後は、タレント活動を開始。ラジオ番組のパーソナリティ、バラエティ番組やトークショーの司会やゲスト、英会話講師、美容研究家など幅広い分野で活躍している。得意の語学力を活かし翻訳家として、松本人志が執筆してベストセラーになった単行本『遺書』（1994年）を英訳した。
2007年6月1日にはうめだ花月にて女性限定の単独イベント「べっぴん塾」vol.1をおこなった。
2007年1月、三女美結成。三女美とは、シルク、めぐまりこ、こっこのアラフォシングル3人からなる、2台のトランペットからなる音曲トリオである。三女美という名前はシルク曰くボン・ジョヴィから取ったらしい。2007年6月5日からは、なんばグランド花月に、昼席、三女美として出演。
関西ローカルの他に、2008年には『あらびき団』など東京発全国ネットのバラエティ番組に水着姿で出演し、セクシーダンスを披露。“吉本一のセクシー熟女タレント”と呼ばれ、知名度が上昇。2010年2月2日放送回の『ロンドンハーツ』では「緊急企画!ウワサ年齢50歳　美容番長・シルクとは!?」として大々的に特集された。その際、ナレーションで「浪花の美容番長」「西日本一のセクシー美女」と紹介された。同番組の同年4月20日放送回には女性芸人やタレントを集めたテレビ番組初めて「べっぴん塾」が開催された。以降同コーナーは「SEX AND THE SILK」として放送されている。コーナー名はシルクが人生のバイブルとするアメリカのテレビドラマ及び映画『セックス・アンド・ザ・シティ』から拝借したものである。2010年6月8日放送回では『セックス・アンド・ザ・シティ2』のプロモーションのため、来日していた主演のサラ・ジェシカ・パーカーにインタビューし、コーナー名の使用を公認された。

## エピソード
シルクが美容についての講義を行う女性限定の単独イベント「べっぴん塾」は毎回満員で、10代から70代まで幅広い世代に人気がある。参加者の最高年齢は82歳。「自身のブログでも美容情報などを発信しているが、ブログの文章と写真が合っていないことが多い(バレンタインデーに上半身裸のイケメンな外国人男性と共に写った写メ付きで「ハッピーバレンタイン」と送るなど)」と藤井隆と博多大吉が指摘している。2010年7月には初の美容本『シルクのべっぴん塾』を発表した。美容に目覚めたきっかけとして、28歳の時にあるイベントで共演したダウンタウンの松本人志に「お前の足は極太やな」と言われたことを挙げており、その言葉がずっと記憶に残っていたため、35歳の時に美を志すようになった。なお、美容整形やその類は一切していないと公言している。
相方のミヤコが亡くなった際に、周囲から「可哀想に」「頑張りや」と言われることで更にミヤコが亡くなった事を実感してしまい、日本にいることが辛くなり、ニューヨークで1年間暮らした。しばらくは自身の将来の心配よりも姉妹のように人生の全てを共に歩んだミヤコを失ったショックの方が大きく、ミヤコの事を考えないようにするため毎日ひたすらニューヨークの街を歩き続けた。ある日、ガラス張りになっているダンスレッスン教室の前を通り、何故かその光景に惹かれ飛び入りで参加してその日からダンスを習うようになり、毎日レッスンを受けるうちに気付くとショックから立ち直っており、帰国してからも心の支えとなったダンスを続けている。
海外生活が長い事や高学歴で英語を通訳なしで話せるため、松本人志の著書『遺書』の英語版の翻訳を担当。
吉本興業の専門ショップを通さず自費で制作したカレンダーや時計などのグッズをスタッフ限定で配布しており、2007年2月17日放送の『やりすぎコージー』でその内容が公表された。カレンダーはポスターサイズのもので、水着やセミヌードを披露している。同内容の袋とじトレーディングカードがMBSドクホン第5号（2004年12月号）の付録として一般配布された。（女教師、水着、サンタの3種類）ヌードを披露したきっかけは、シルクが大ファンであるテレビドラマ『セックス・アンド・ザ・シティ』シーズン4の第2話「素顔のままで」でキム・キャトラル演じるサマンサ・ジョーンズがヌードを撮影してもらう場面に感化されたことによる。2010年6月にバラエティ番組『ロンドンハーツ』内の企画で映画『セックス・アンド・ザ・シティ2』のプロモーションのために来日したキャトラルにインタビューをした際にそのことを本人に伝え、自身のヌード写真を見せたところ驚愕され、「日本のサマンサ」とのお墨付きを貰った。
前述の通り、サラ・ジェシカ・パーカーにインタビューを行ったが、その際に披露したリンパマッサージを気に入られ、パーカー専属で他にジェニファー・ロペスなども担当するメイクアップアーティストを紹介された。その人とは別室で面談したが、その際に肌の綺麗さを称賛され、「もし美容本を出したら絶対送って」といわれ住所を教えられた。放送後に更新した自身のブログでそのメイクアップアーティストとは現在メールでのやり取りを行っていることを明かしている。
私生活では、2007年6月に当時プロ野球オリックス・バファローズの監督であったテリー・コリンズとの交際を報じられ、2009年の第2回WBC開催中に東京ドームホテル最上階バーでプロポーズを受けるなど、交際は順調だったが、2010年5月に遠距離恋愛になったことが原因で破局したことを自身の公式ブログと『ロンドンハーツ』出演時に告白した。その後も20歳以上年下の男性と交際していたが、2012年に破局している。
『ラジオよしもと むっちゃ元気!』（ラジオ大阪）内で募集していた「Silclub」の会員番号3番に噺家の月亭八斗がいる。その月亭八斗は、『シルク』&『ハット』の『シルクハット』で、将来何かイベントしたいという夢がある。
『痛快!明石家電視台』（毎日放送）出演時に、ロンドンへ留学していた際に、偶然にもポール・マッカートニーに遭遇したエピソードを紹介した。経緯として、ロンドンへ遊びにきていたミヤコとライブハウスへ行った際、当時日本人がカツアゲの被害に遭いやすかったため、持ち金を靴の中に入れていたが汗で紙幣が溶けてしまった結果、帰りのタクシーを拾うことができず、深夜にもかかわらず徒歩で帰宅していたところに1台のリムジンが止まるのが目に入り、中から降りてきた人物をよく見るとポール・マッカートニーであった。するとミヤコが「日本から来て、あなたをずっと待っていました」とポールへ話すと、ポールから「スタジオを見学して行くかい?」と誘われ、彼の楽曲の「ジェット」のレコーディングを見学したと共に、ポールの妻のリンダ・マッカートニーに紅茶を入れてもらったことや、新聞に「日本から来たラッキーガール2人」と掲載されたことを明かした。
美容で勝てないのは川原亜矢子、末成由美を挙げている（『特盛!よしもと 今田・八光のおしゃべりジャングル』より）。
中高生時代はあのねのねのファンであった。
ある番組でシルクがセクシーな衣装で満面の笑みを浮かべてダンスを踊りながら登場した際に、松本人志が「シルク姉さんやん！何してますのん！？」と驚きを隠せなかった（松本人志の方が芸歴は先輩だが、シルクは松本人志の5歳年上である）。松本と同期のハイヒール・モモコには「シルクは私より年上のはずやねんけど、年下なったんちゃう？」と言われ、さらに「あの人胸が無いのに胸にシャドー入れて描いてる」とバラされている。
2015年10月30日に、なんばグランド花月で「シルク30周年記念フェスティバル」を開催、大勢の芸能人たちが祝辞を寄せた。

## 主なメディア出演

### テレビ・ラジオ番組
現在出演中の番組
- こんちわコンちゃんお昼ですょ!（MBSラジオ、月・火曜担当）
- シルクのべっぴん塾（MBSラジオ）
- シルクのSparkling Jewelry Collection（2022年7月29日 - 、BSよしもと） - 通販番組。ライセンスと共演[16]

過去の出演番組
- 踊る英会話レッスン（サンテレビ）
- ワイドABCDE〜す（ABCテレビ）
- 歌謡大全集（ABCラジオ）
- ひるDoki（KBS京都ラジオ）
- あらびき団（2008年3月12日から不定期出演、TBS）
- 開運!なんでも鑑定団（2012年2月21日ゲスト、テレビ東京）
- ラジオよしもと むっちゃ元気スーパー!（ラジオ大阪、水曜担当）
- 土曜ワイド 広瀬隆のラジオでいこう!（CBCラジオ、不定期出演）
- シルクと綾子のべっぴん塾（文化放送、センパツ!内金曜日）
- ロンドンハーツ（2010年2月2日・3月2日・3月9日「シルクのべっぴん塾・SexAndTheSilk」コーナーレギュラーほか不定期出演、テレビ朝日）
- ダウンタウンのガキの使いやあらへんで!（日本テレビ）
- 知りたがり!（2010年 -、フジテレビ、隔週金曜出演）
- 大阪発しゃべるランチタイム なにしよ!?（2013年、テレビ大阪、隔週水曜出演）
- さんまのお笑い向上委員会(フジテレビ)

### CM
- エイチ・アイ・エス「初夢フェア」（2010年）

### インターネット動画
- シルク姉さんの美人学院！（2011年 -、フジテレビ無料動画サイト「見参楽（みさんが!）」）※1話3か月配信
- シルク姉さんの美人サロン（2012年 -、フジテレビ無料動画サイト「見参楽（みさんが!）」）※1話3か月配信

### テレビドラマ
- 民衆の敵〜世の中、おかしくないですか!?〜（2017年10月30日 - 12月15日、フジテレビ） - 犬崎の妻 役

## リリース作品

### 著書
- シルクのべっぴん塾（ヨシモトブックス）（2010年7月15日、ワニブックス）ISBN 978-4847019180
- シルクのべっぴん塾 美欲（ヨシモトブックス）（2011年3月31日、ワニブックス）ISBN 978-4847019777

### DVD
| 発売日        | 題名                  | レーベル                     | オリコン 最高順位 |
| ------------- | --------------------- | ---------------------------- | ----------------- |
| 2011年3月31日 | シルクのDVDぺっぴん塾 | よしもとアール・アンド・シー | 74                |